# Haus des Jugendrechts
In einem Haus des Jugendrechts arbeiten mehrere staatliche und städtische Stellen koordiniert zusammen, um Jugendkriminalität schnell zu bearbeiten bzw. zu verhindern. Einige Häuser streben auch an, dass Sicherheitsgefühl in der Bevölkerung stärken zu wollen.
Nachdem Mitte der 1990er Jahre die Jugendkriminalität einen neuen Höhepunkt in Deutschland erreicht hatte, wurde in Stuttgart als bundesweites Pilotprojekt das erste Haus des Jugendrechts konzipiert und 1999 eröffnet.
Kennzeichnend ist, dass die zuständigen Sachbearbeiter von Polizei, Staatsanwaltschaft und Jugendgerichtshilfe unter einem Dach untergebracht sind, um kurze Ansprechwege zu garantieren. Die Gerichte können aufgrund ihrer Neutralität nicht unmittelbar Teil des Modells werden. Auch organisatorisch erfolgen Änderungen, wie die Umstellung vom Tatort- auf das sogenannte Wohnortprinzip und die Erweiterung der Zuständigkeit eines Bearbeiters für alle Straftaten, von einfachen bis zu schweren Fällen.
Das Haus des Jugendrechts gilt heute als Erfolgsmodell und wurde nach Stuttgart-Bad Cannstatt 2005 in Rheinland-Pfalz, 2009 in Nordrhein-Westfalen (Köln), 2010 in Hessen (Frankfurt und Marburg), 2015 in Sachsen (Leipzig) und 2021 in Niedersachsen (Osnabrück) eingeführt. Derzeit gibt es über 30 Häuser des Jugendrechts in Deutschland.